# Skalka u Trenčína
Skalka u Trenčína je nejstarším poutním místem na Slovensku. Duchovní kořeny posvátného místa nutno hledat u dvojice mnichů poustevníků – svatého Svorada Ondřeje (asi 980 – asi 1030) a Benedikta († asi 1034). Skalka je tvořena dvěma samostatnými areály, Velkou Skalkou a Malou Skalkou, vzdálenými od sebe několik stovek metrů.

## Historie

### Velká Skalka
Trvalá úcta k svatým mužům Svoradovi a Benediktovi přispěla k tomu, že nitranský biskup Jakub I. (1223–1240) roku 1224 založil opatství svatého Benedikta na Skalce u Trenčína. Biskup novému opatství daroval okolní vesnice, takže se klášter mohl nerušeně rozvíjet a stal se brzy významným duchovním centrem středního Pováží. První katastrofa postihla mnichy při vpádu Tatarů roku 1241. Hordy nájezdníků poražené českým králem Václavem I. se převalily přes Vlárský průsmyk do Pováží a zpustošily celý kraj. V letech 1300–1321 snášelo zase opatství četná příkoří od nekorunovaného krále západního a středního Slovenska pána Matúše Čáka Trenčanského. Od roku 1321 se klášter znovu nerušeně rozvíjel až do dvacátých let 15. století, kdy do Horních Uher vtrhla husitská vojska a poplenila i opatství na Skalce. V roce 1528 generál Katzianer dobyl trenčínský hrad a rozehnal i mnichy na Skalce. V následujícím období až do roku 1545 se ve správě majetků kláštera vystřídalo několik světských vlastníků.
Nové časy pro Skalku nastaly po příchodu jezuitů v roce 1665. Nejen duchovní působení, ale i významné hospodářské metody praktikované novými správci kláštera, prospívaly obyvatelstvu v okolí. Budovy opatství na Velké Skalce a také kostelík na Malé Skalce byly prakticky znovu vybudovány v barokním stylu. Po zrušení jezuitského řádu v roce 1773 papežem Klementem XIV. jezuité Skalku opustili a od té doby klášter zpustl na úroveň ruin.
V roce 1852 byly péčí trenčínského opata-faráře Ľudovíta Stáreka započaty práce na restaurování a záchraně zbylých klášterních zřícenin. Poslední vážné poškození bylo způsobeno vandaly v sedmdesátých letech 20. století. Od roku 1990 se započalo se systematickou obnovou a zvelebením celého areálu Velké Skalky.

### Malá Skalka
Poprvé byl na místě Malé Skalky vzpomínán dvouvěžový románský kostelík už v roce 1208. Zasvěcený byl svatému Benediktovi. Jeho umístěním měla být připomínána mučednická smrt svatého Benedikta, poustevníka na Skalce.
Roku 1520 na místě zřejmě zaniklého kostela nechal Juraj Thurzo zbudovat kapli zasvěcecenou svaté Dorotě. Po příchodu jezuitů 1665 byl nejprve zbudován nový oltář zasvěcený Panně Marii Čenstochovské a později v r. 1745 rozšířili jezuité kapli do barokní podoby dvouvěžového kostelíka. Nové opravy poškozeného kostelíka byly provedeny v roce 1924 zásluhou nitranského biskupa Karola Kmeťky.

## Současnost
Kostelík na Malé Skalce je především místem každoroční poutě o neděli blízké 17. červenci. Bohoslužby se zde konají i v jiné významné svátky liturgického roku. Od roku 2008 se Velká Skalka stala místem pozoruhodného kulturního projektu ORA ET ARS. Každým rokem se prostory opatství stávají místem setkání výtvarných umělců ze Slovenska i okolních zemí.

## Galerie

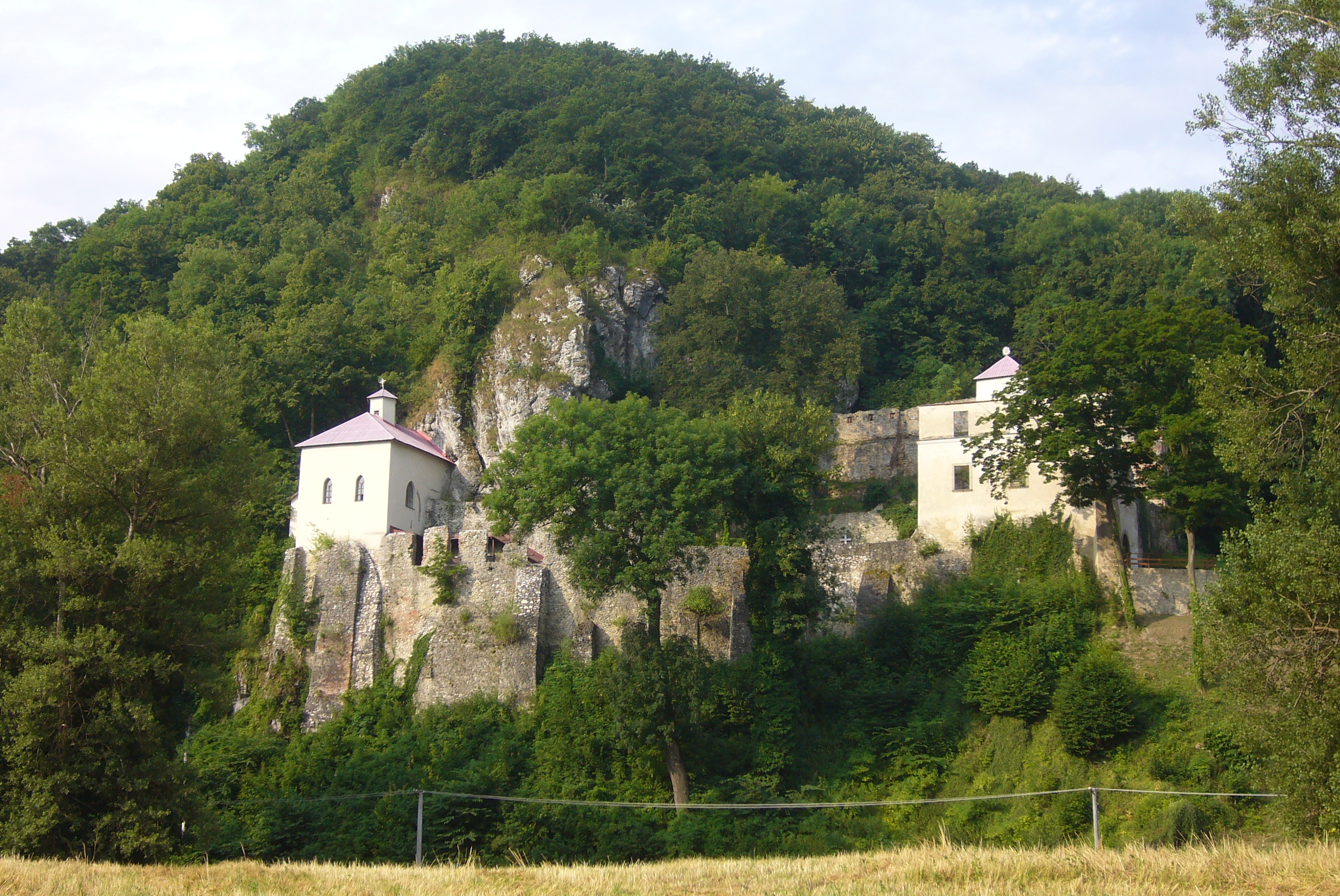
Celkový pohled na opatství ze severovýchodu
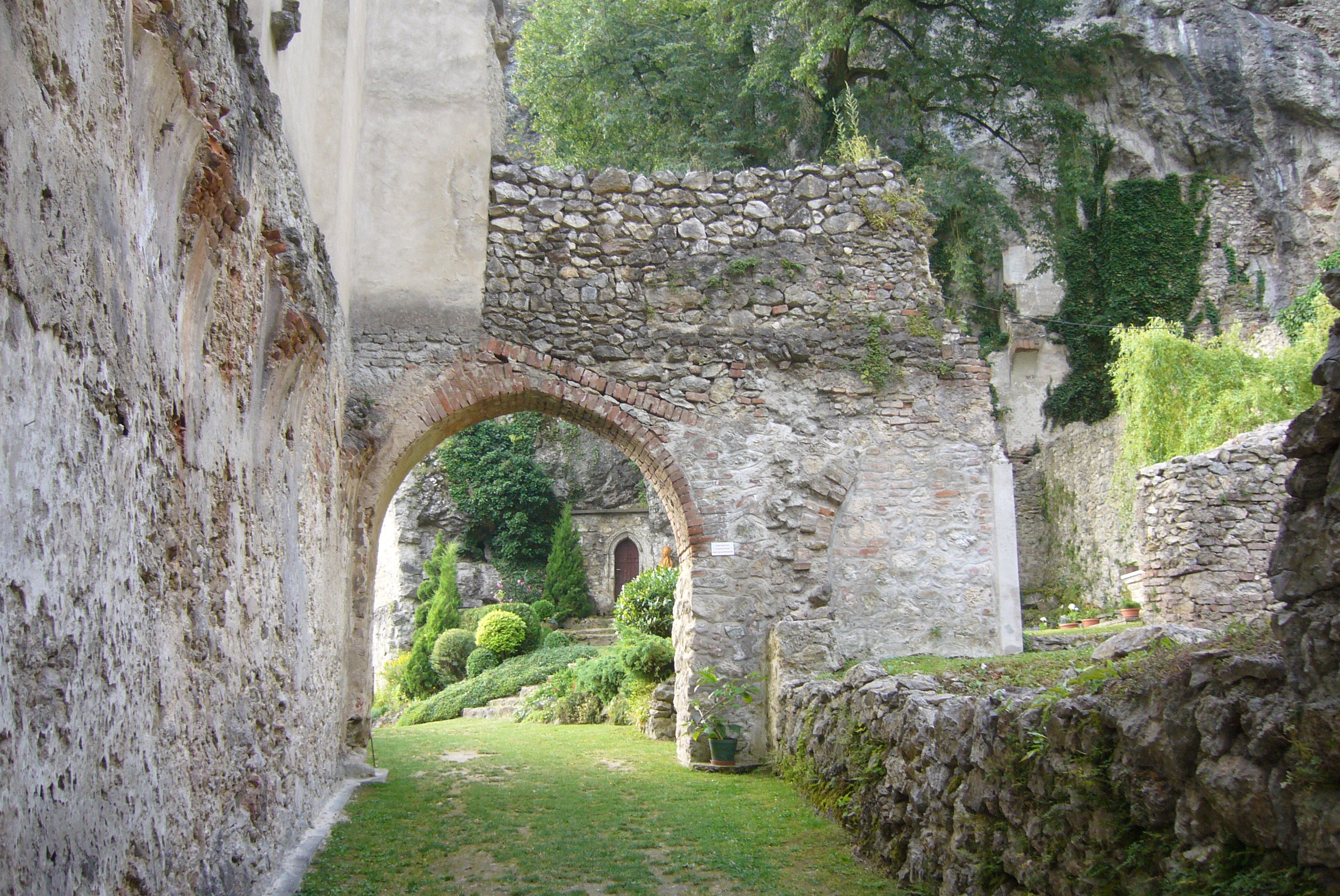
Vstup do kláštera
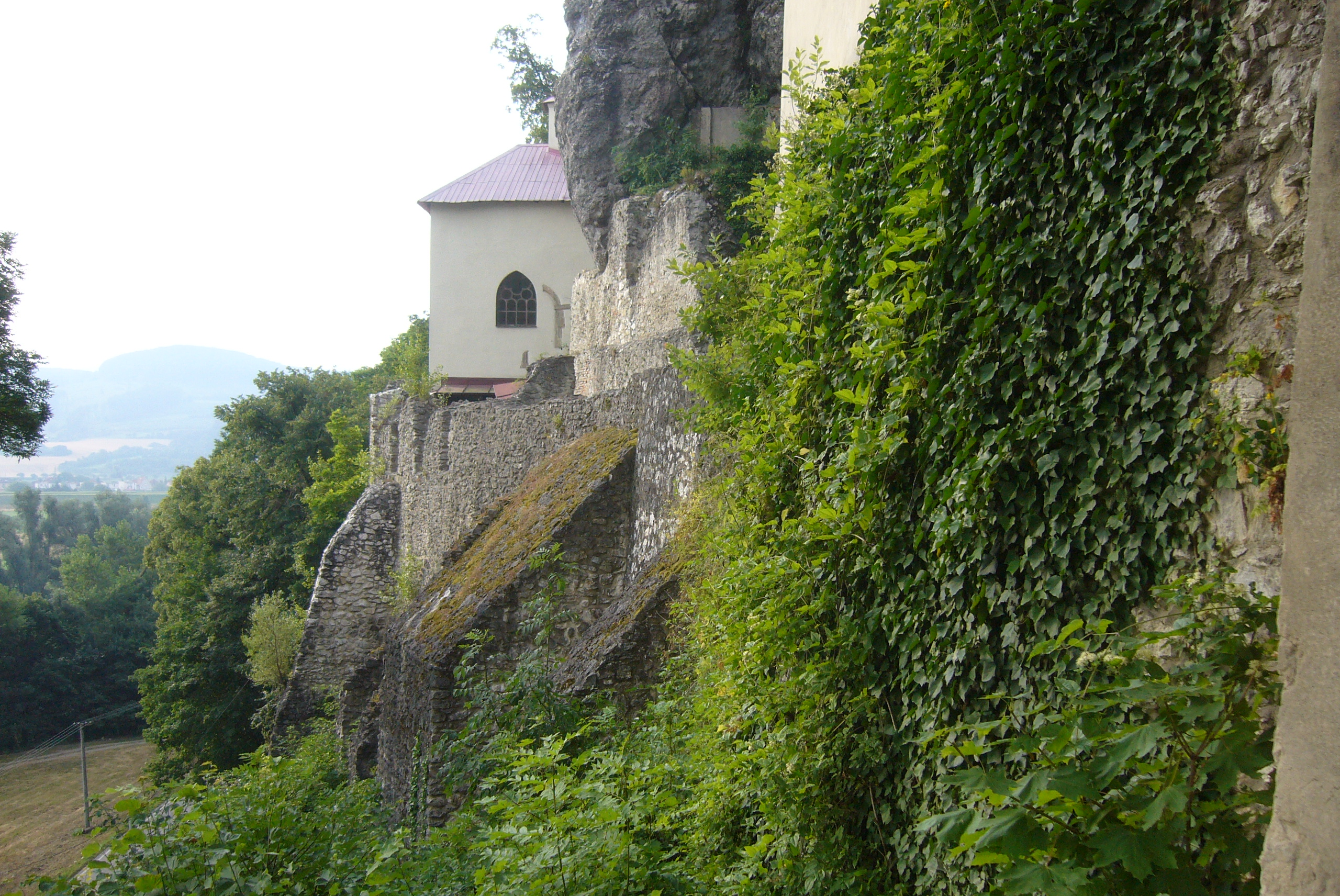
Opěrné zdivo v severním srázu
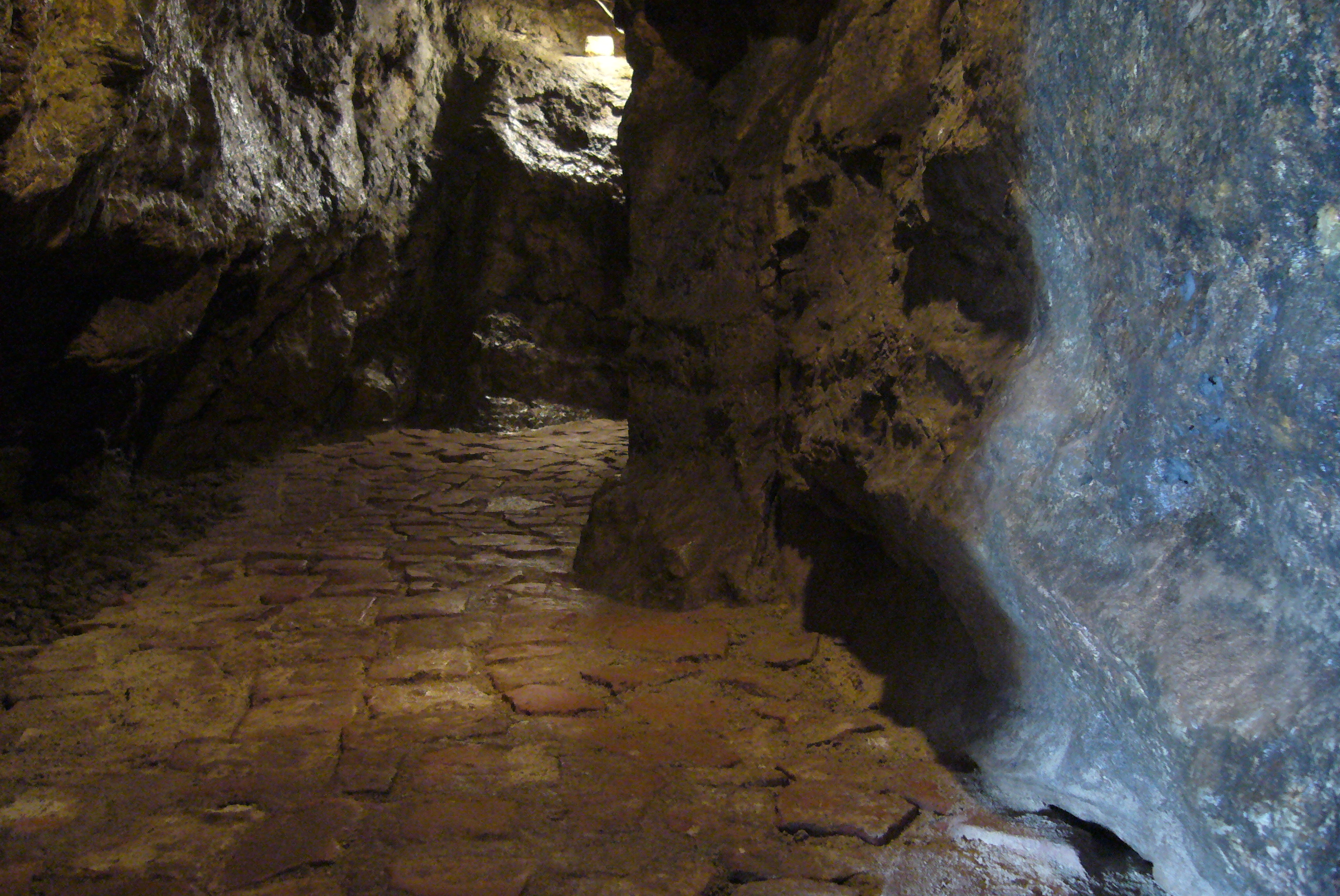
Přístup do Svoradovy jeskyně
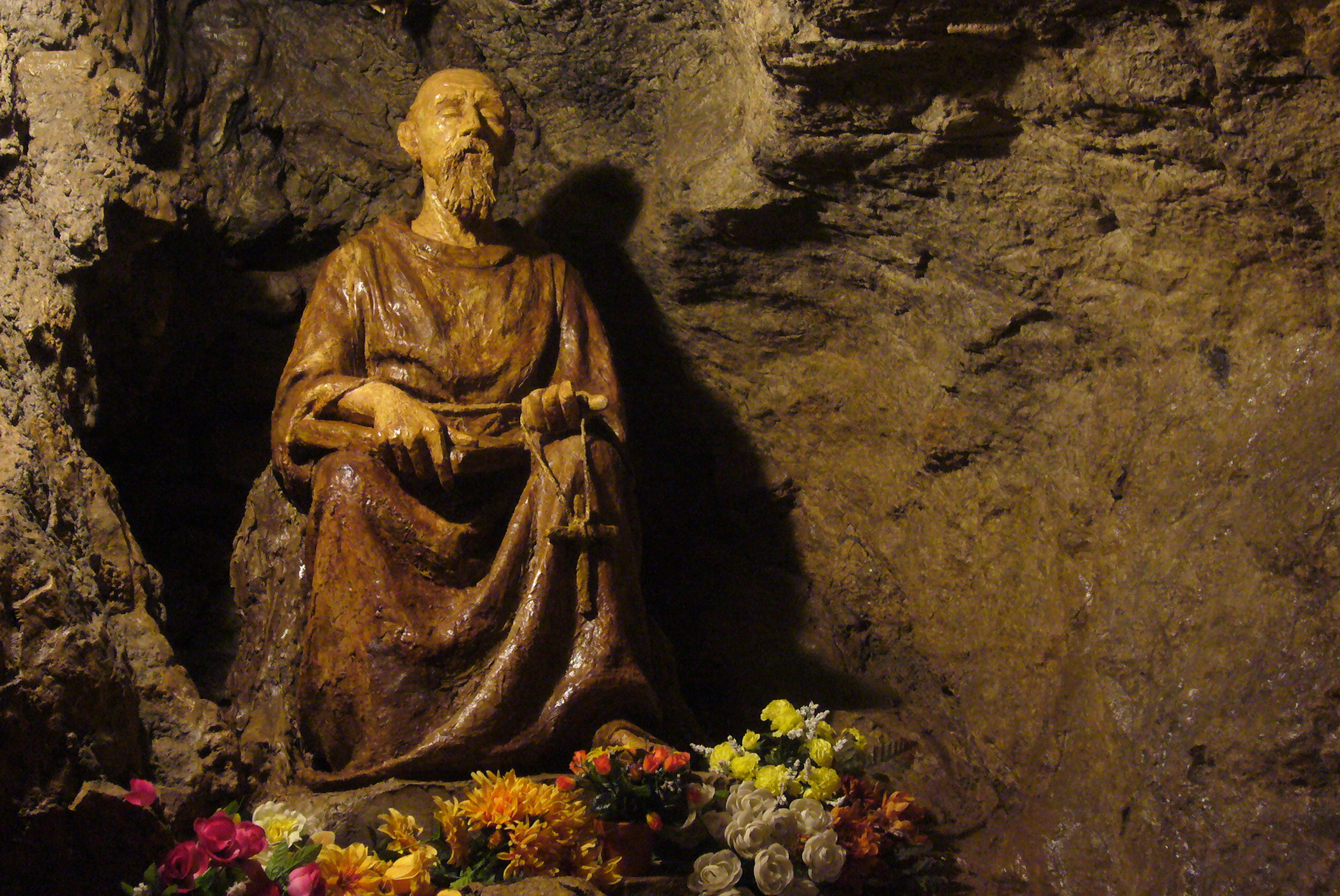
Socha svatého Svorada v jeskyni